# Hattori Hiroki
Hiroki Hattori (sinh ngày 30 tháng 8 năm 1971) là một cầu thủ bóng đá người Nhật Bản.

## Sự nghiệp câu lạc bộ
Hiroki Hattori đã từng chơi cho Yokohama Flügels, Kawasaki Frontale, Shimizu S-Pulse, Albirex Niigata, Avispa Fukuoka và Sagan Tosu.